# جيريمي دتشر
جيريمي دتشر هو عالم موسيقى ومغني أوبرا كندي، ولد في 8 نوفمبر 1990 في فريدريكتون في كندا.